# Fail Emotions
Fail Emotions ist eine 2008 gegründete, russische Trancecore-Band aus Jaroslawl.

## Geschichte
2009 wurde die erste Demo Side A mit acht Titeln veröffentlicht. Im Jahr darauf folgten zwei EPs, die Makes Bad und Dance Macabre heißen. Zu Makes Bad wurde auch ein Musikvideo veröffentlicht. Die Band gibt bereits auf nationaler Ebene Konzerte und hatte auch schon in Belarus mehrere Auftritte. Kurz vor dem Jahreswechsel veröffentlichte die Band ihr Debütalbum Transfornation.
Im September 2011 war Fail Emotions Vorgruppe von Enter Shikari. Im gleichen Jahr erschien auch die Single die We are Legend heißt. Im Mai 2012 erschien die EP Speed of Light. Kurz zuvor tourte die Gruppe durch Russland auf der „Reconstruction Tour“. Am 23. Februar 2012 spielte Fail Emotions als Vorband für My Autumn. Zwischen dem 14. und 16. Juni 2013 spielte die Gruppe mit Blood Stain Child im Rahmen der Geki-Rock-Tour in Japan. Die Konzerte fanden in Nagoya, Tokio und Osaka statt. Im selben Jahr erschien auch die EP Gravity.
Am 1. Juni 2014 erschien das offizielle Musikvideo zu Final Frontier, welches auf ihrem Album Renaissance zu finden ist. Das Album erschien schon am 5. Mai 2014 und erreichte eine Notierung in den japanischen Albumcharts von Oricon. Wenig später erschien auch eine weitere Single namens New Day Has Come. Nachdem es 5 Jahre lang still um die Band wurde, veröffentlichten sie 2019 die Single Zion. Kurzer Zeit später folgte ein Akustik Album namens F E. Seitdem einige Bandmitglieder sich anderen Projekten widmen, ist es derzeit unklar, ob die Band noch aktiv sei. Gitarrist Ilja Korovin formte sein Projekt Fatal FE im Jahr 2016 als Band um, welche seitdem als Nachfolger von Fail Emotions beschrieben wird.

## Stil
Im Gegensatz zu den meisten Post-Hardcore-Bands, gehört Fail Emotions zu den Bands, die sich dem DIY-Prinzip verschrieben haben. Die Band mischt Elemente des Post-Hardcore mit denen des Techno. Die Band vereint eine Vielzahl von musikalischen Genres wie Post-Hardcore, Djent, Electronica, Dubstep, Trance und Drum and Bass. Deswegen wird der Musikstil der Band auch als Trancecore definiert. Fail Emotions bezeichnet ihren Musikstil als Progressive Trancecore.

## Diskografie

### Alben
- 2010: Transfornation
- 2014: Renaissance
- 2019: F E

### EPs
- 2010: Makes Bad
- 2010: Dance Macabre
- 2012: Speed of Light (Tower Records in Japan)
- 2013: Gravity

### Singles
- 2009: Shades
- 2011: We Are Legend
- 2014: New Day Has Come
- 2019: Zion

### Demos
- 2009: Demo 2009
- 2009: Side A